# Іванов Сергій Борисович
Сергій Борисович Іванов (рос. Сергей Борисович Иванов; нар. 31 січня 1953, Ленінград)  — російський державний діяч, політик. Спеціальний представник президента Російської Федерації з питань природоохоронної діяльності та транспорту з 12 серпня 2016 року.
Генерал-полковник у відставці, глава Адміністрації президента Російської Федерації (2011 —2016), член Ради Безпеки РФ.

Міністр оборони Російської Федерації (2001 — 2007), а також Перший заступник Голови Уряду Російської Федерації (2007–2011). За освітою «спец-філолог, перекладач з англійської».

## Життєпис
Сергій Іванов народився 31 січня 1953 року в Ленінграді.
Закінчив перекладацьке відділення філологічного факультету Ленінградського державного університету, потім вищі курси КДБ СРСР в місті Мінську, 101-у школу Першого Головного управління КДБ (нині Академія Служби зовнішньої розвідки Російській Федерації).
З 1981 по 1998 рік пройшов шлях від оперуповноваженого Першого Головного управління КДБ СРСР до першого заступника начальника одного з управлінь Служби зовнішньої розвідки Російській Федерації.
Був у трьох тривалих закордонних відрядженнях в скандинавських країнах і Африці.
Після реорганізації КДБ продовжив роботу в Службі зовнішньої розвідки Російської Федерації, а потім у Федеральній службі безпеки Російської Федерації.
З серпня 1998 року — заступник директора ФСБ — начальник Департаменту аналізу, прогнозу і стратегічного планування ФСБ.
З 15 листопада 1999 року — секретар Ради Безпеки Російської Федерації. Генерал-полковник запасу. З 28 березня 2001 року — Міністр оборони Російської Федерації. Колега і один із ближчих соратників президента Володимира Путіна.
З 14 листопада 2005 року — заступник Голови Уряду Російської Федерації — Міністр оборони Російської Федерації.
Указом Президента РФ від 16 лютого 2007 року призначений Першим заступником Голови Уряду Російської Федерації.
Володіє англійською і шведською мовами.

Країни, в яких Сергій Іванов потрапив під санкції

## Нагороди
- Орден «За заслуги» I ст. (Україна, 31 січня 2013) — за визначний особистий внесок у розвиток українсько-російських міждержавних відносин[1]